# Корсионе
Корсионе (итал. Corsione) је насеље у Италији у округу Асти, региону Пијемонт.
Према процени из 2011. у насељу је живело 128 становника. Насеље се налази на надморској висини од 277 м.

## Становништво
| 1936. | 1951. | 1961. | 1971. | 1981. | 1991. | 2001. | 2011. |
| ----- | ----- | ----- | ----- | ----- | ----- | ----- | ----- |
| 552   | 454   | 276   | 231   | 199   | 185   | 169   | 205   |